# Elezioni presidenziali in Ruanda del 2010
Le elezioni presidenziali in Ruanda del 2010 si tennero il 9 agosto.

## Risultati
| Candidati                     | Partiti                                 | Voti      | %     |
| ----------------------------- | --------------------------------------- | --------- | ----- |
| Paul Kagame                   | Fronte Patriottico Ruandese             | 4 638 560 | 93,08 |
| Jean Damascène Ntawukuliryayo | Partito Social Democratico              | 256 488   | 5,15  |
| Prosper Higiro                | Partito Liberale                        | 68 235    | 1,37  |
| Alvera Mukabaramba            | Partito per il Progresso e la Concordia | 20 107    | 0,40  |
| Totale                        | Totale                                  | 4 983 390 | 100   |